# Žaba
A Žaba egy hegység Bosznia-Hercegovinában és Horvátországban, Dalmácia területén. A Dinári-hegység része. 

## Fekvése
A hegység Metkovićtól keletre és Neumtól északra, 14 kilométer hosszan húzódik nyugat-kelet irányban. Északon a Hutovo blato és a Svitavai-tó, nyugaton a Neretva folyó alsó folyása, délen a tenger, keleten Hercegovina déli területei, a Vrutak-tó és a Popovo polje határolják.

## Leírása
A nyugati, alsó rész (más néven Mala Žaba) Horvátországhoz tartozik, a Matica (681 m) és a Marin vijenac (507 m) csúcsaival, amelyeken a Neretva völgyéből is látható beton kereszt található. A hegység nagyobb, keleti része (más néven Velika Žaba) Hercegovina területére esik. Itt található a legmagasabb csúcs, a Sveti Ilija (más néven Crkvina vagy Velika Žaba) is, mely 955 méter magas. Innen nagyszerű kilátás nyílik a Dubrovnik feletti magaslatokra, a hercegovinai hegyekre, a Neretva völgyére, a Velež, a Prenja, a Biokovo hegyekre, valamint a tengerre és a szigetekre. A hegység keleti szélét szeli át a Čaplinjáról Neumba vezető főút. A Žaba-hegység a történelmi Hum zsupánság területét kontinentális (a hegységtől északra) és parti részre (a hegységtől délre) osztotta fel. A hegység északi lejtői meredekek és növényzettől zöldelnek. A déli lejtők szürkék és kopárak.